# Massimo Fecchi
Massimo Fecchi (ur. 7 września 1946 w Città di Castello, Perugia) – włoski rysownik, obecnie jeden z najpopularniejszych w Europie twórców komiksów z postaciami znanymi z uniwersum Kaczora Donalda.
Po zdobyciu wykształcenia plastycznego w Akademii Sztuk Pięknych w Rzymie rozpoczął w 1964 roku współpracę z gazetą Le Pioniere dell'Unita, na łamach której wydawał komiksy "Picchio & Pacchio"". Rok później, ukończywszy kurs animacji, dołączył do wytwórni filmów animowanych Jet, współpracował również z gazetami "Miao", "Telezecchino" i "Il Giornalino". W latach 70. XX wieku współpracował z wytwórnią Warner Bros. tworząc komiksy z postaciami takimi jak Tom i Jerry, Królik Bugs czy Kot Sylwester.
W latach 1975–1993 współpracował z niemieckim rysownikiem Rolfem Kauka. Wspólnie z nim stworzył setki plansz komiksowych z cyklów Fix und Foxi oraz Lupo. Na łamach magazynu "Knax" ukazywały się prace Fecchiego z cyklu Die Miesel, od 1984 tworzył również komiksową adaptację niemieckiego serialu animowanego Pumuckl. W 1995 stworzył komiks Odysseus - parodię przygód Odyseusza, bohatera znanego z eposu Homera.
W 1998 nawiązał trwającą do dziś współpracę z wydawnictwem Egmont. Do tej pory (stan na koniec 2010 r.) Fecchi stworzył dla Egmontu 100 komiksów. Często dotykają one zjawisk paranormalnych (m.in. podróże w czasie - Dawno temu w Kur, duchy - Mroczny dwór, podróż do wnętrza Ziemi - Spec od hec) lub dotyczą świata filmów i gier (Gwiezdne boje, Pogromcy potworów, Władca sygnetów). Ich bohaterem jest zazwyczaj Kaczor Donald (czasami jako Superkwęk), rzadziej Sknerus McKwacz czy siostrzeńcy. Twórczość Fecchiego jest bardzo dobrze znana w Polsce. Dotychczas (stan na koniec 2010 r.) opublikowano 92 komiksy jego autorstwa, głównie na łamach miesięczników "Gigant" i "Gigant Poleca". Niektóre prace zostały wydane w tygodniku Kaczor Donald.
Od 2006 równolegle z pracą dla Disneya, tworzy nowe plansze z cyklu Fix und Foxi.